# Bianca Bruno
Bianca Bruno, nota anche con lo pseudonimo di Mirella (Alessandria d'Egitto, 22 settembre 1880 – Roma, 28 dicembre 1948), è stata una bibliotecaria e funzionaria italiana.

## Biografia

### L'inizio della carriera
Si laurea in Lettere presso la Regia Università di Roma (l'odierna Università Sapienza)  nel 1904 e poco dopo ottiene un incarico per insegnare italiano in una scuola di Roma. Nel 1906 viene pubblicato il suo volume "La terza guerra sannitica", probabilmente una rielaborazione della sua tesi di laurea.
Nel 1910 inizia la carriera di bibliotecaria, lavorando dapprima come sottobibliotecaria reggente presso la Biblioteca universitaria di Genova e successivamente a Roma, alla Biblioteca universitaria Alessandrina, alla Biblioteca Casanatese a alla Biblioteca nazionale centrale. In occasione di una promozione, il direttore della Casanatese, Ignazio Giorgi, afferma che "la Bruno è, a mio avviso, un'ottima impiegata e che la reputo degnissima d'essere promossa".

### Bibliotecaria in Sardegna
Nel 1932 viene nominata direttrice della Biblioteca universitaria di Cagliari, dove la sua attività è molto intensa. Infatti la biblioteca aveva problemi di spazio, legati all'incremento dei libri, e di struttura: l'edificio versa in condizioni statiche preoccupanti. Viene allora deciso di alleggerire i locali dal carico dei volumi e di iniziare i lavori di restauro e rafforzo. Uno scambio di lettere che la direttrice ha con Luigi De Gregori testimonia che i lavori sono lunghi e impegnativi, con non poche difficoltà organizzative e finanziarie. Contemporaneamente riceve anche l'incarico di soprintendente alle biblioteche della Sardegna; in questo ruolo, si impegna nello sviluppo e nella tutela delle biblioteche della regione, ed è proprio nel periodo della sua gestione che vengono fondate le biblioteche di Nuoro, Olzai e Tempio Pausania. Inoltre, realizza un censimento delle biblioteche popolari sarde e riuscendo così a trovare finanziamenti per la loro attività tramite l'Ente nazionale biblioteche popolari e scolastiche. Ritiene importante far crescere queste strutture, in quanto in quegli anni la Sardegna è la regione con il minor numero di biblioteche. Negli anni 1934-35 si adopera soprattutto nella riorganizzazione di biblioteche popolari già esistenti, molte delle quali si trovavano in situazione di inefficienza e di abbandono.
L'interesse per la storia della Sardegna è sempre presente nei suoi studi e nelle sue produzioni. In quegli anni la Soprintendenza acquista importanti collezioni librarie private, come la collezione Lutzu di Cagliari, per inserirle in istituti pubblici in modo da garantirne una migliore conservazione e vigilanza. Di particolare rilevanza è l'acquisto della biblioteca Guillot di Alghero, una delle più preziose biblioteche private sarde: la raccolta contiene alcuni importanti cimeli bibliografici, come i due Condaghi di S. Maria di Buonarcado e di S. Nicolò di Trullas (due manoscritti del XII e XIII secolo), e l'editito princeps della Carta de Logu di Eleonora d'Arborea. La collezione è da quel momento conservata presso la Biblioteca universitaria di Cagliari. Altri importanti acquisti della Sopraintendenza sono la raccolta Caocci di Aritzo, con opere di carattere storico e letterario sulla Sardegna, e la biblioteca del colonnello Pittalis di Sassari.
Nel 1934 la Biblioteca universitaria di Cagliari partecipa alla Mostra delle biblioteche italiane a Roma prestando alcuni preziosi volumi, e nel 1935 riceve l'incarico di riordinare la Biblioteca del Ministero dell'Interno. Nel 1939 poi il Ministero la invita a far parte della Commissione per la ripresa delle pubblicazioni degli "Indici e cataloghi delle biblioteche italiane", istituita a Roma presso il Centro nazionale di informazioni bibliografiche.

### Il trasferimento a Roma
Alla collaborazione lavorativa romana, segue un vero e proprio trasferimento nel gennaio 1941 alla Biblioteca Angelica. Cessa quindi l'incarico di Soprintendente bibliografico. L'anno dopo, nel 1942, assume la direzione della Biblioteca Vallicelliana, dove lavorerà fino alla morte. Lì si trova nuovamente ad affrontare consistenti lavori di ristrutturazione, riordinamento e ampliamento dei locali. Dopo il miglioramento e l'incremento bibliografico della biblioteca, nel 1946 firma una convenzione tra la Biblioteca Vallicelliana e la Deputazione romana di storia patria, per favorire la collaborazione tra i due istituti. Nel 1947 organizza una mostra dei più importanti scritti dell'umanista portoghese Achille Stazio: la mostra assume un particolare significato, dato che la biblioteca privata di Stazio costituisce il nucleo librario originario della Vallicelliana.
Muore a Roma nel 1948.

## Collaborazione con la rivista Lucciola
Nel 1914, sotto lo pseudonimo di Mirella, inizia una collaborazione con la rivista letteraria manoscritta Lucciola, che dal 1908 al 1926 riunisce saggi, racconti, composizioni, poesie, disegni e altri lavori di donne italiane. Partecipa inizialmente con alcuni commenti ad una discussione sulla concezione maschile della donna, affermando ad esempio che la battaglia delle donne consiste in "lotte per l'esistenza, lotte che tendono a far scomparire molte sciocche credenze e molte stupide convenzioni sociali, le quali impediscono alla donna di lavorare e di guadagnarsi liberamente da vivere". Sull'importanza della bellezza femminile disse poi che "sono le donne brutte che spesso fanno nascere le grandi passioni". Collabora con la rivista anche nell'ambito musicale; infatti la "Lucciola" pubblica sette spariti, uno dei quali vede appunto proprio la sua partecipazione: La Virrina, canzone siciliana per canto e pianoforte, con versi in dialetto siciliano di Alessio Di Giovanni e musica di Mirella.

## Biblioteche in cui presta servizio
- Biblioteca Universitaria di Genova (1910-11)
- Biblioteca Universitaria Alessandrina, Roma (1911-1913; 1927-28)
- Biblioteca Casanatense, Roma (1913-1922)
- Biblioteca Nazionale Centrale di Roma (1922-1927; 1928-32)
- Direttrice Biblioteca Universitaria di Cagliari (1932-1940)
- Biblioteca Angelica, Roma (1941-1942)
- Direttrice Biblioteca Vallicelliana, Roma (1942-1948)

## Ruolo nella biblioteconomia italiana
Appartiene alla prima generazione di bibliotecarie che ricoprono funzioni apicali, portando, negli enti in cui operano, una forte identità di ruolo e contribuendo a definirne i caratteri. Vive la contraddizione di dover operare nel contesto delle istituzioni fasciste, con le quali collabora pur non aderendo all'ideologia del regime.

## Opere
- Bianca Bruno, La terza guerra sannitica, Roma, Loescher, 1906.
- Bianca Bruno, Portolani e carte geografiche, in Accademie e biblioteche d'Italia, vol. 8, n. 3/4, 1934,  pp. 259-265.
- Bianca Bruno, Condaghi, Carta de Logu e cimeli bibliografici, in Archivio storico sardo, vol. 20, n. 3/4, 1936,  pp. 3-10.
- Bianca Bruno, Condaghi sardi e Carte de Logu, in Accademie e biblioteche d'Italia, vol. 10, n. 4, 1936,  pp. 257-262.
- Bianca Bruno, Un'importante documentazione di storia sarda dal 1972 al 1814, in Archivio storico sardo, vol. 21, n. 1/2, 1938,  pp. 39-137.
- Bianca Bruno, Manoscritti di un'insigne biblioteca, Cagliari, Tipografia Arti grafice, 1939.